# Luce (filosofia)
Luce, che deriva dal latino "lux, lucis" (dalla radice indoeuropea leuk-), ha due corrispondenti termini in greco, uno dei quali reso con l'aggettivo λευκός, «brillante, bianco», mentre l'altro, dotato di un particolare significato, è φῶς (phaos/phōs), che originariamente non indica soltanto la luce come mezzo fisico per vedere, ma anche la luce che emana la verità raggiunta tramite la conoscenza; la sua radice corrisponde a quella del verbo phainō, che significa «mostrare», «rendere manifesto». 

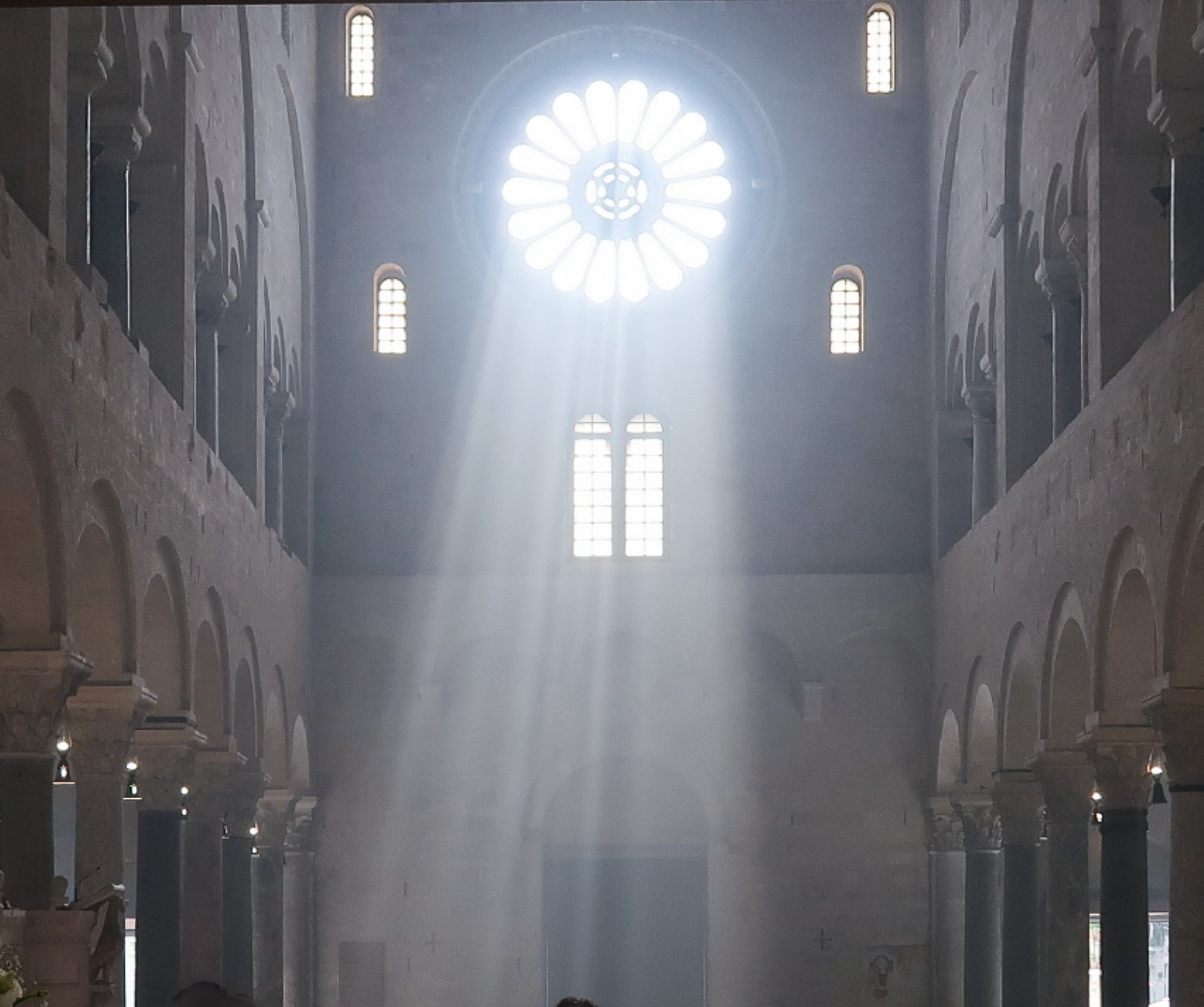
Effetto di luce dal rosone nella Cattedrale di San Sabino (Bari), ricorrente nelle architetture religiose per alludere metaforicamente alla luce dello spirito.

È questo significato che la filosofia ha visto nella luce, intesa come ciò che permette di vedere, di distinguere le forme, la profondità della realtà. Tuttavia della luce siamo coscienti solo quando questa è assente poiché senza di essa non siamo più in grado di vedere. Ed è proprio la luce che rivela e svela; ciò che non è illuminato non ci è dato di conoscere.
La luce quindi, assunta come fonte di illuminazione di natura non solo fisica ma metafisica, nel senso spirituale di rivelazione o di scoperta di una verità nascosta nell'ombra, da sempre è stata associata ad un significato simbolico religioso e filosofico.
In proposito è stata utilizzata nei primi del Novecento l'espressione «metafisica della luce» (Lichtmetaphysik), da parte dello storico e filosofo tedesco Clemens Baeumker (1853–1924), per indicare una tradizione di pensiero incentrata sulla concezione della luce che dall'antichità sbocca nella filosofia e nella teologia latina medioevale.
Tale metafisica della luce non è una concezione organicamente strutturata ma è la risultante delle riflessioni sulla luce di vari autori sul piano fisico, psicologico, gnoseologico e teologico.

## La luce come simbolo religioso
(Giovanni, III, 19)

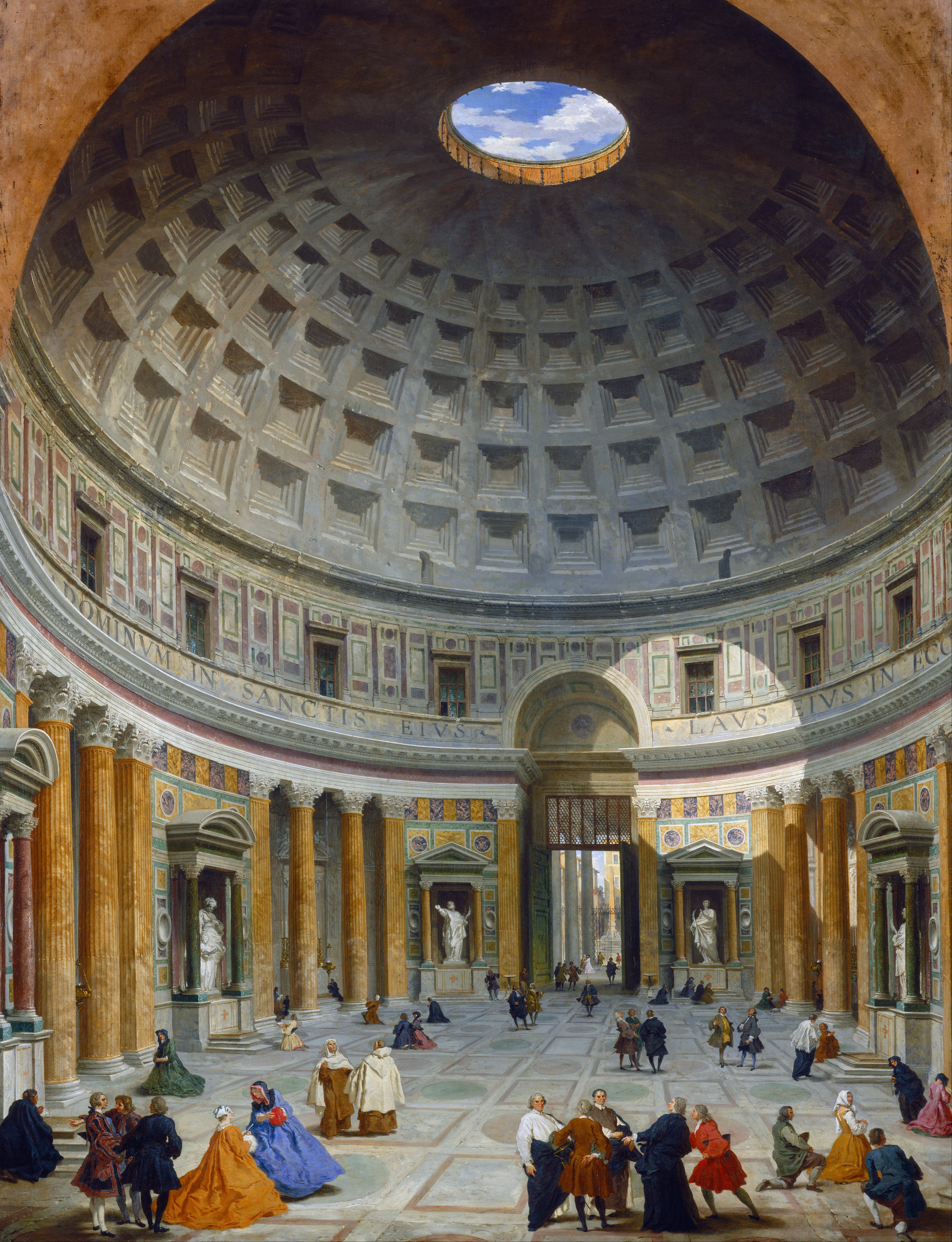
La luce nel Pantheon pagano e cristiano (dipinto settecentesco di Giovanni Paolo Pannini)

Il valore religioso originario del termine lux si scopre nell'origine etimologica del corrispondente aggettivo greco leukòs, ripreso dal latino lucus, il bosco sacro, cioè la macchia chiara all'interno del bosco (Lucus a lucendo) dove si celebravano i riti sacri.
La locuzione latina Fiat lux, che tradotta letteralmente, significa «sia fatta la luce» e che si usa per sottolineare il sopravvenire di un chiarimento in questioni controverse, oscure, dibattute, proviene dall'antico testo della Bibbia pronunciata dal Creatore dell'Universo quando creò la luce.
L'antico valore simbolico della luce si ritrova nei culti pagani come quello iraniano del dio solare Mitra, nelle varie celebrazioni del solstizio, oppure nell'ebraico Ohr, e ancora oggi nella cerimonia suggestiva della luce celebrata dalla Chiesa cattolica e da quella ortodossa, nel corso della quale l'edificio religioso completamente allo scuro, illuminato all'inizio del culto dalle piccole fiammelle dei fedeli, passa al bagliore della luce simboleggiando il transito dal buio della morte alla luce della redenzione portata dal Cristo fotòforo, «portatore di luce», colui che ha annullato le tenebre del peccato e quindi anche lumen gentium («lume delle genti»):

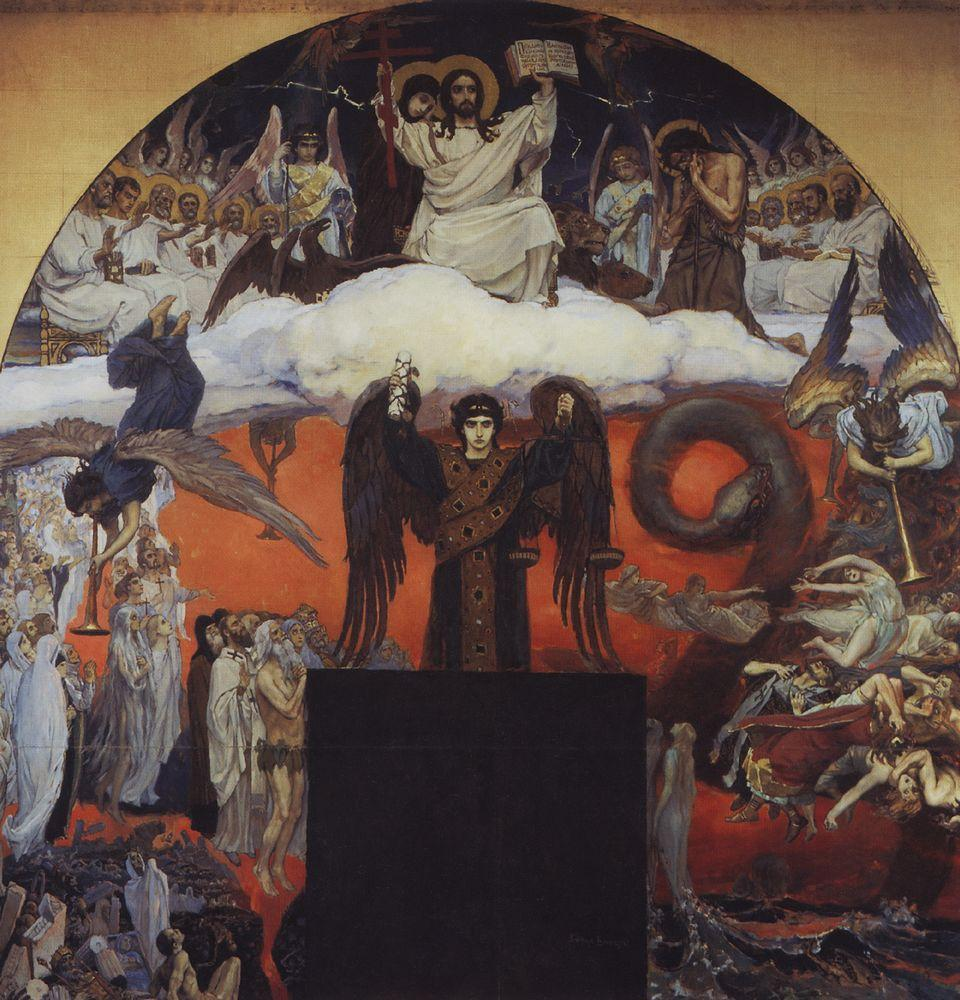
Il giudizio universale, con la definitiva separazione di luce e tenebre (opera di Viktor Vasnetsov, 1896)

Nella Veglia Pasquale, la Chiesa legge il racconto della creazione come profezia. Nella risurrezione si verifica in modo più sublime ciò che questo testo descrive come l’inizio di tutte le cose.
Dio dice nuovamente: «Sia la luce!». La risurrezione di Gesù è un’eruzione di luce. La morte è superata, il sepolcro spalancato. Il Risorto stesso è Luce, la Luce del mondo. Con la risurrezione, il giorno di Dio entra nelle notti della storia. A partire dalla risurrezione, la luce di Dio si diffonde nel mondo e nella storia. Si fa giorno. Solo questa Luce – Gesù Cristo – è la Luce vera, più del fenomeno fisico di luce. Egli è la Luce pura: Dio stesso, che fa nascere una nuova creazione in mezzo a quella antica, trasforma il caos in cosmo.»
(Veglia pasquale nella notte santa. Omelia del Santo Padre Benedetto XVI, Basilica Vaticana,   Sabato Santo, 11 aprile 2009)
Riferimenti alla luce sono presenti anche nei Vangeli, ad esempio come allusione all'occhio interiore, dal quale scaturisce la visione soprannaturale che rende possibile la salvezza: «La lucerna del tuo corpo è l'occhio. Se il tuo occhio è sano, tutto il tuo corpo sarà nella luce» (Matteo 6,22).
Anche nelle altre religioni, in genere, la luce è associata al risveglio dalle tenebre dell'ignoranza, e quindi in senso metaforico all'illuminazione come ad esempio nel buddismo.

## La luce nell'arte

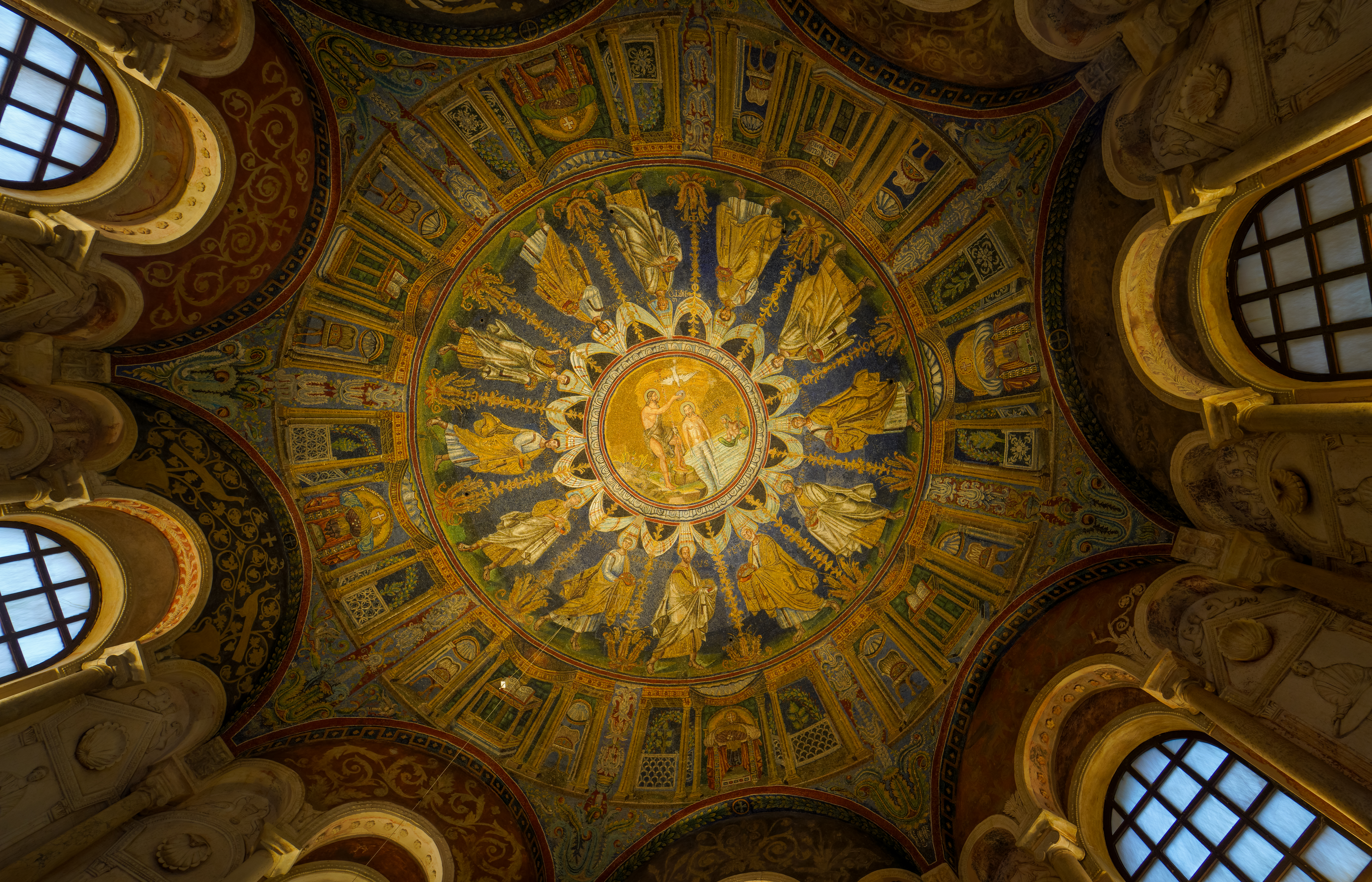
Mosaico della cupola del Battistero degli Ortodossi a Ravenna.

Il valore religioso della luce è rimarcato in numerosi esempi della storia dell'arte. Le sfingi, gli obelischi e le piramidi egizie venivano costruite in modo che la luce solare giocasse un ruolo preponderante nei rituali religiosi, investendo con la sua energia vitale i sarcofagi dei faraoni.
Le chiese cristiane erano orientate verso Est, da dove sorgeva la luce del Sole, simbolo di Cristo. Effetti particolari di luce vennero dall'uso dei mosaici, soprattutto bizantini, che smaterializzando gli ambienti evidenziavano il prevalere dell'Idea sulla materia, oppure delle vetrate gotiche. Dipinti del Rinascimento raffigurano volti dei santi e dei personaggi biblici circondati da aureole o aloni luminosi, ritratti mediante un uso libero del colore che diede vita alla corrente della «pittura di luce».

## La luce nella filosofia
Il significato soprannaturale della luce ricorre quindi soprattutto nella storia della filosofia, nel corso della quale essa viene intesa sia come componente strutturale di ogni essere anche fisico, sia come metafora della luce spirituale. Platone ad esempio la attribuisce all'idea suprema del Bene, che nel mito della caverna abbaglia come il Sole per la sua potenza luminosa.
Aristotele (384 a.C.–322 a.C) elabora un concetto della luce che pur nella sua apparente immaterialità è fondante della corporeità dell'universo. La luce infatti coincide con il quinto elemento, l'etere, una materia eterna evanescente e fluida che circonda tutti i corpi, la cui consistenza contingente è data dalla mescolanza dei quattro elementi tradizionali (terra, acqua, aria e fuoco).
Quindi la luce è alla base dell'essere fisico animato ed inanimato.

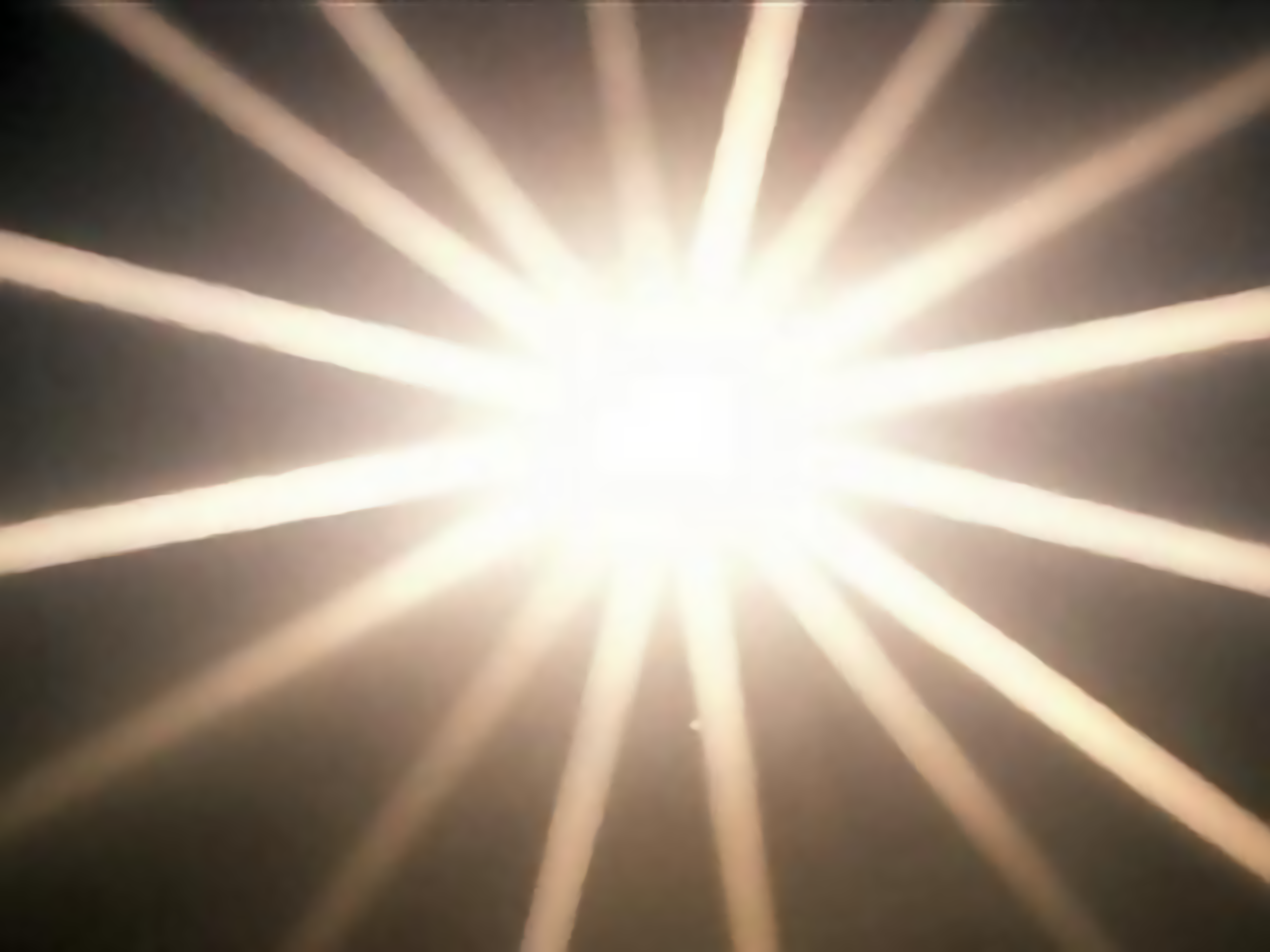
Per Plotino, l'Uno emana le ipostasi «come un'irradiazione, come la luce del Sole splendente intorno ad esso».

Nella filosofia neoplatonica la luce è immagine stessa dell'Uno divino, la cui attività di emanazione non solo ne rivela la natura traboccante, ma è generatrice delle intelligenze celesti e attraverso queste, con la mediazione dell'Anima, del mondo terreno. Plotino lo assimila al centro di una serie di cerchi concentrici provenienti da una fonte luminosa:
(Plotino, Enneadi I, 7, 1)
 In genere però, Plotino preferisce paragonare più propriamente l'Uno alla Luce in sé, che rende meglio l'idea di una sostanza sottilissima priva di sostrato, l'Intelletto al Sole che la proietta, e infine l'Anima alla Luna che la riceve.
Paradossalità della luce è che, pur essendo invisibile per la sua trasparenza, essa tuttavia mostra se stessa nel far vedere, cioè nel rendere possibile la visione; allo stesso modo, l'Uno plotiniano si mostra attraverso le idee che rendono possibile il pensiero.
In ambito cristiano, l'essenzialità della luce è riportata da Sant'Agostino (354–430) alle fondamenta della gnoseologia, per cui la possibilità della conoscenza umana è dovuta all'illuminazione di Dio, unica fonte della verità nonché del pensiero, da lui sostituita alla dottrina platonica della reminiscenza. Secondo Agostino, Dio è presente nell'anima umana come una luce che è condizione del suo stesso pensare, sebbene in forma inconsapevole, e prema perciò per affiorare alla sua coscienza.
Questa luce, che è pienezza e manifestazione dell'Essere, viene da lui contrapposta alle tenebre che non hanno però un loro principio, essendo un semplice non-essere in cui risiede la possibilità del male: questo è dovuto al fatto che la luce, man mano che si allontana dalla sorgente, tende ad affievolirsi. Il buio non ha quindi un'esistenza propria, ma essendo soltanto mancanza di luce, vive del suo riflesso.
La tematica della luce è dominante anche nello Pseudo-Dionigi, mentre la dottrina dell'incorporazione della luce (cioè della sua penetrazione all'interno dei corpi naturali) nasce esplicitamente nel pensiero di Severino Boezio (476–525), che nel suo De institutione musica sostiene come il suono sia una luce celeste che si incorpora nell'aria, in modo tale che anche le sfere celesti abbiano una loro musica.

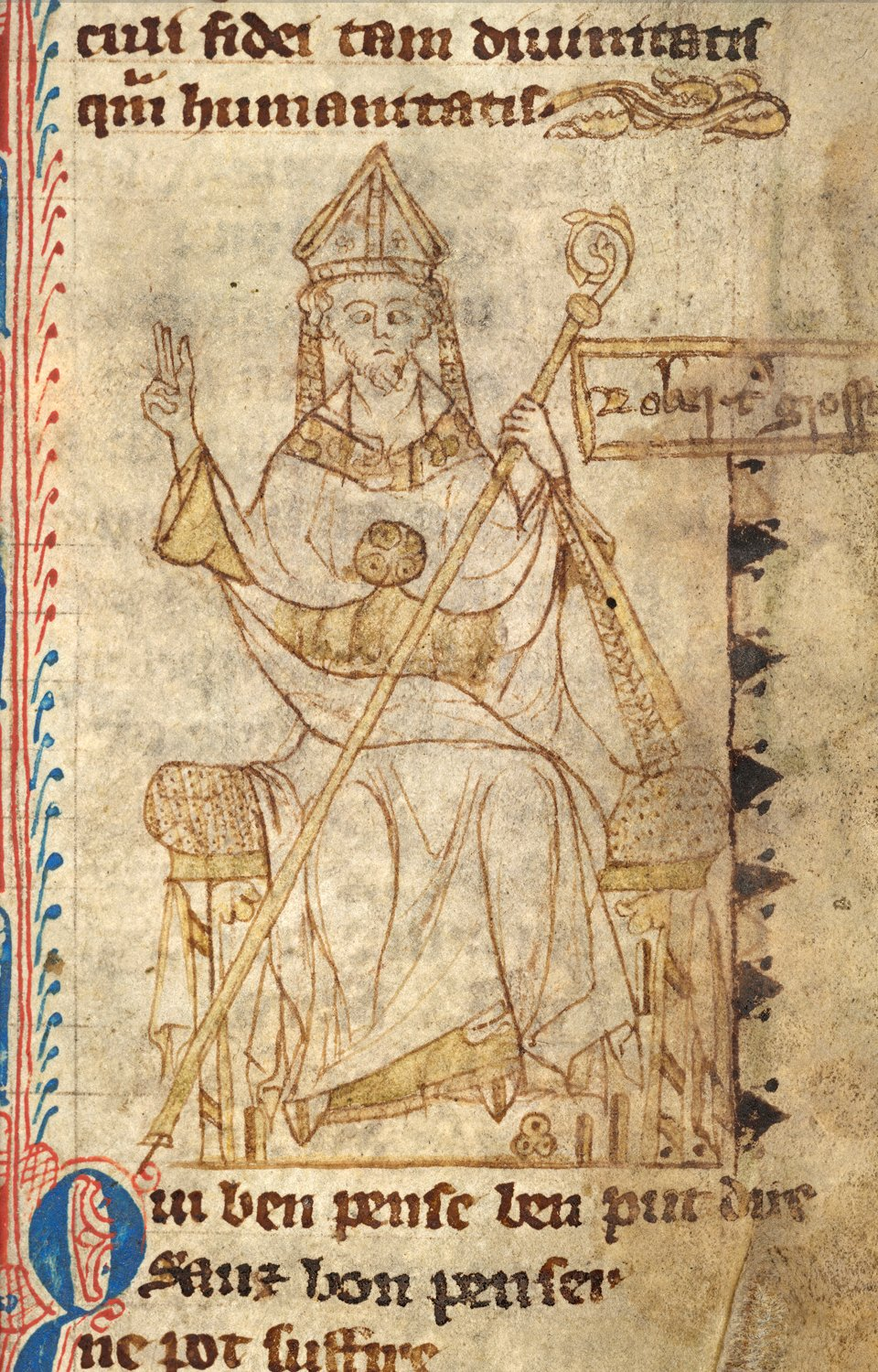
Roberto Grossatesta

Avicenna (980–1037) ed Averroè (1126–1198), insieme con Al-Hazen (965–1040), deducono da Aristotele che la luce pur non essendo corporea, in quanto non occupa uno spazio, quando però si unisce a un oggetto si moltiplica in un'infinità di punti materializzati in corpi. Lo stesso universo corrisponde a questa luminosità corporea, quale sua manifestazione, e poiché la materia non può essere infinita, anche la luce si arresta ad un termine finale.
Roberto Grossatesta (1175-1253), filosofo e teologo del XII secolo, può essere considerato il fondatore della metafisica della luce, dottrina elaborata nella scuola francescana,  derivante dalla concezione plotiniana e agostiniana del processo di emanazione del mondo dal Dio-Uno, un'immagine della quale fu rappresentata nella decorazione del rosone della basilica di Assisi, come allegoria dell'irradiazione metafisica divina.
Grossatesta sintetizza le concezioni platoniche e aristoteliche in una visione unitaria, che si ritrova anche nel pensiero di Tommaso d'Aquino (1225–1274) e di Bonaventura da Bagnoregio (1217/1221 circa–1274), secondo la quale la luce è costitutiva della materialità dei corpi «che hanno l'essere in modo più vero e più degno nei gradi degli enti secondo la maggiore o minore partecipazione ad essa». La stessa generazione degli individui è dovuta all'azione della luce.
Nel trattato De luce Grossatesta descrive l'azione del lumen che s'irradia dal primo cielo originando le altre sfere celesti, la cui densità materiale aumenta sempre più procedendo verso il centro dell'universo che è il punto più denso e per questo dotato di minor movimento, dove si trova la Terra secondo un modello geocentrico.
Il lumen celeste si interiorizza nei corpi penetrandovi e causando delle mutazioni sia al loro interno che in rapporto con gli altri corpi, rendendo così possibili le sensazioni.
Dalla dottrina agostiniana Meister Eckhart (1260–1327/1328) trae la concezione della somma luce di Dio presente nell'individuo come scintilla animae, un piccolo bagliore che rivela l'impronta divina in ogni uomo.

## La luce nell'esoterismo

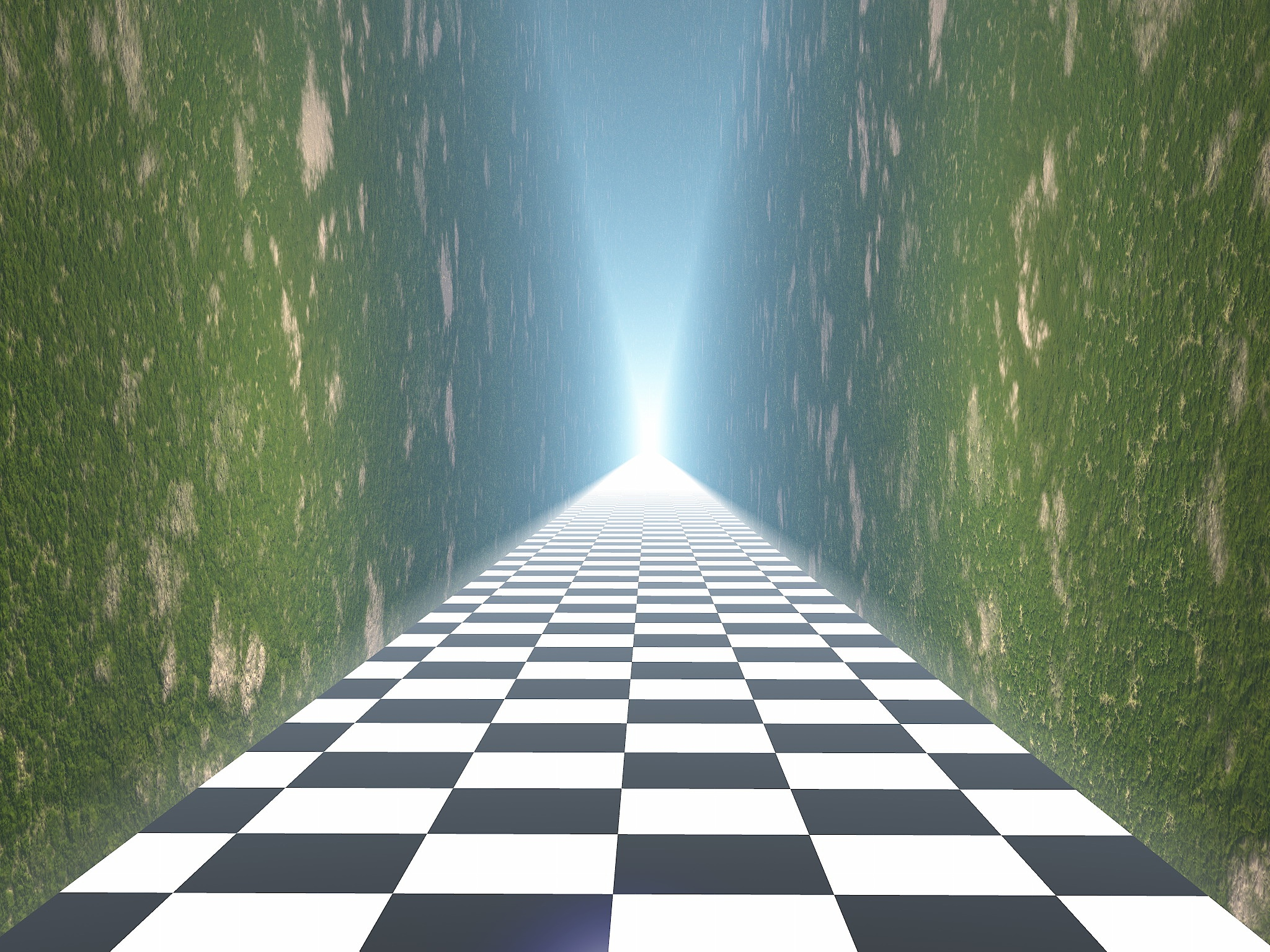
Il pavimento dei templi massonici lastricato di bianco e nero, per alludere alla contesa tra luce e tenebre.

Le trattazioni filosofiche proseguirono nell'ambito esoterico. L'associazione della luce alla conoscenza, eco di antiche teologie solari, ritorna nella massoneria, dove essa simboleggia, tra i vari significati, l'uscita dalla notte dell'inconscio, ossia delle ombre e del caos primordiale, a cui soprattutto il neofita deve fare fronte quando viene introdotto nel Gabinetto di Riflessione per poter essere alla fine iniziato come adepto, e rinascere così alla luce. Notevole rilevanza ha pertanto il punto cardinale Est, come luogo fisico e al contempo allegorico da cui sorge l'aurora, da dare il nome di «Grande Oriente» alla loggia principale dei rappresentanti massonici di ogni nazione.
La contesa tra la luce e le tenebre, o tra spirito e materia, potenze benefiche e malefiche, è inoltre evidenziata dall'alternanza del bianco col nero presente spesso sul pavimento di ingresso nei templi massonici, lastricato di riquadri bianchi e neri come una scacchiera. Da questi presupposti nacque la denominazione stessa di «illuminismo», per designare l'epoca storica del XVIII secolo che intendeva richiamarsi ai «lumi» della ragione.

Illustrazione dalla Teoria dei colori, in cui Goethe evidenzia come i colori, ottenuti dal passaggio di un raggio luminoso attraverso un prisma (sulla destra), sorgano solo lungo i bordi di esso, al confine con il buio.

Connesse a tematiche ermetiche furono anche le osservazioni e gli studi sui fenomeni ottici, eseguiti con l'ausilio di un prisma, sia da parte di Newton tra il 1665 e il 1666, sia di Goethe, il quale nella sua Teoria dei colori (1810), contestando le conclusioni di Newton secondo cui la luce era un elemento composto, osservò che non è la luce a scaturire dai colori, bensì il contrario: la luce è per Goethe un'essenza «primaria», di natura quasi spirituale, da studiare per la sua fenomenicità, cioè per come appare e non in base a presunti componenti materiali. Essa si contrappone all'oscurità, che non è solo assenza di luce ma un principio metafisico autonomo, e interagendo con questa produce la varietà dei colori, per effetto del suo maggiore o minore offuscamento.
L'analogia della luce spirituale con quella fisica rivela una medesima analogia tra l'interiorità animica e l'esteriorità macrocosmica. Rifacendosi al goetheanismo della Teoria dei Colori, l'antroposofia di Rudolf Steiner collega la luce al pensare, e l'oscurità al volere, i cui impulsi vivono nelle profondità dell'inconscio; mediatori tra questi due estremi sono i colori, collegati ai sentimenti, che scaturiscono dalle loro interazioni.

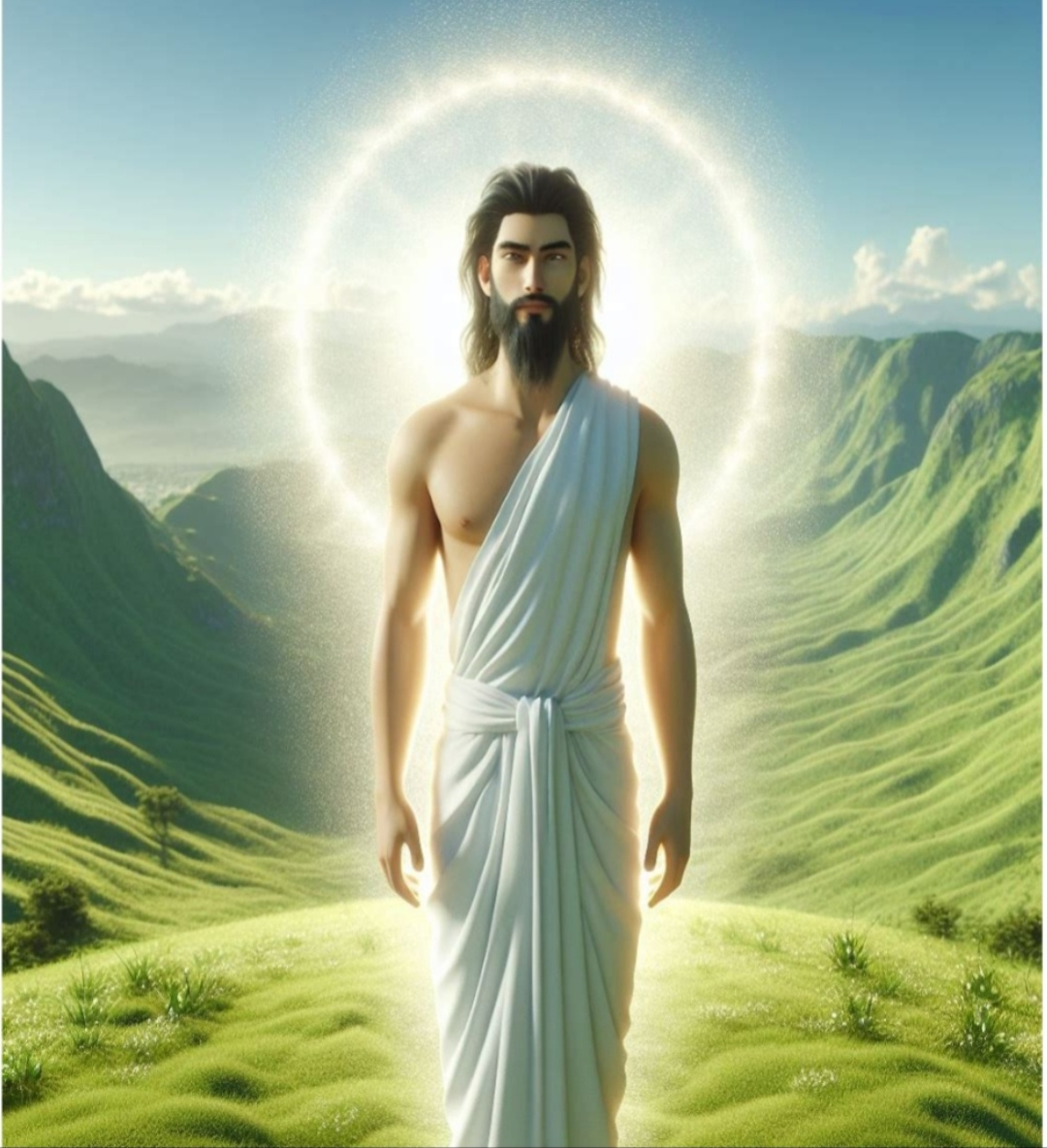
Aura luminosa che circonda un essere umano.

Accezioni simboliche della luce si ritrovano nella psicologia analitica di Carl Gustav Jung, per il quale l'Ombra costituisce la parte repressa e abbandonata dell'individuo, che occorre illuminare integrandola nella coscienza, anziché respingerla, affinché manifesti il suo potenziale che altrimenti darebbe luogo ai vari conflitti irrisolti della psiche.
L'archetipo del Sé che per Jung occorre costruire, è stato denominato nella letteratura teosofica e occultistica anche «corpo di luce», sia per riferirsi alle componenti sottili dell'essere umano, quali il doppio eterico o astrale, sia per indicare un corpo di gloria, o di resurrezione, in cui traspare la luce stessa dell'anima rigenerata a una dimensione superiore, che di quei corpi inferiori rappresenta la trasmutazione in senso evolutivo, di natura alchemica. Secondo le diverse tradizioni religiose, la creazione di questo corpo spirituale, variamente chiamato «Ba», «Shekhinah», «Phos», «Cristo in me», emana una luce genericamente denominata aura, che assume una connotazione sempre più bianca con la progressiva trasfigurazione della coscienza.